# Aplysina chiriquiensis
Aplysina chiriquiensis är en svampdjursart som beskrevs av Díaz, van Soest, Rützler och Rafael Guzmán 2005. Aplysina chiriquiensis ingår i släktet Aplysina och familjen Aplysinidae. Inga underarter finns listade i Catalogue of Life.